# 章克申豪斯 (加利福尼亞州比尤特縣)
章克申豪斯（英語：Junction House）是位於美國加利福尼亞州比尤特縣的一個非建制地區。該地的面積和人口皆未知。

## 地理
章克申豪斯的座標為39°44′26″N 121°17′31″W / 39.74056°N 121.29194°W，而該地的平均海拔高度為1072米（即3517英尺）。